# Emanuel Moravec
Emanuel Moravec (ur. 17 kwietnia 1893 w Pradze, zm. 5 maja 1945 tamże) – czeski wojskowy (pułkownik) i publicysta, najbardziej aktywny czeski kolaborant podczas II wojny światowej.

## Życiorys
W 1912 ukończył szkołę średnią. Brał udział w I wojnie światowej w szeregach armii austro-węgierskiej. Walczył w Galicji. W 1915 dostał się do niewoli rosyjskiej. W 1918 wstąpił do Korpusu Czechosłowackiego, przechodząc cały jego szlak bojowy na Syberii. W 1920 powrócił drogą morską wraz z pozostałymi żołnierzami Legionu poprzez Władywostok do niepodległej Czechosłowacji. Służył w armii czechosłowackiej. Do 1923 był oficerem sztabowym w Użhorodzie, zaś do 1927 w Pradze. W latach 1931–1938 wykładał nauki wojskowe w wyższej szkole wojskowej w Pradze, od 1933 w stopniu pułkownika sztabu generalnego. 
Był autorem licznych artykułów w specjalistycznych pismach wojskowych (pod pseudonimem „Stanislav Yester”). Należał wtedy do jednych z najbardziej zagorzałych przeciwników nazizmu, a podczas kryzysu monachijskiego spotkał się nawet z Edvardem Benešem i żądał od niego podjęcia walki bez względu na konsekwencje. Wkrótce potem w gazecie Lidové noviny opublikował artykuł krytykujący czechosłowacką demokrację i politykę zagraniczną, w którym uznał także, że Czesi muszą raz na zawsze pogodzić się z niemiecką dominacją. Wkrótce po podpisaniu układu monachijskiego został przeniesiony na przymusowy urlop połączony z zakazem podejmowania działalności publicystycznej.
Po utworzeniu Protektoratu Czech i Moraw podjął współpracę z okupantami. W sierpniu 1939 roku wziął udział w podróży studyjnej po Niemczech, po której pozwolono mu występować w czeskim radiu, krótko po tym wyrósł na jednego z największych orędowników kolaboracji z III Rzeszą. Rozwój kariery umożliwiło mu jednak dopiero objęcie stanowiska protektora przez Reinharda Heydricha.
19 stycznia 1942 został ministrem szkolnictwa i oświaty w rządzie Protektoratu Czech i Moraw. Stał się symbolem kolaboracji z Niemcami, nazywanym „czeskim Quislingiem”. W maju 1942 utworzył Kuratorium do spraw wychowania młodzieży w Czechach i na Morawach, zajmujące się reedukowaniem i germanizowaniem czeskiej młodzieży w wieku od 10 do 18 lat, pochodzącej z czystych rasowo rodzin. 
Od kwietnia 1945 roku mieszkał wraz z żoną w swoim gabinecie w siedzibie ministerstwa szkolnictwa, który przygotował do obrony wypełniając wnęki okienne workami z piaskiem i wyposażając go w karabin maszynowy.
Po wybuchu powstania praskiego został wezwany przez Karla Hermanna Franka do pałacu Czernińskiego, aby wygłosił on w radiu apel do rodaków o zachowanie spokoju. Około godziny 13:00 w konwoju dwóch samochodów i uzbrojonej ciężarówki wyruszył wraz z niemiecką eskortą z pałacu Kolowratów – siedziby ministerstwa szkolnictwa, jednak po pokonaniu kilkuset metrów został zawrócony przez policjanta, który poinformował ich, że na Placu Małostrańskim, przez który planowali przejechać, toczą się walki. W tej sytuacji konwój zawrócił, aby dotrzeć do siedziby protektora inną trasą, wiodącą wzdłuż Wełtawy i ogrodów praskiego zamku. W okolicach parku Chotka na wzgórzu Letná w pierwszym z samochodów skończyło się paliwo i konwój zatrzymał się, aby je uzupełnić. Korzystając z nieuwagi jadących z nim w ciężarówce urzędników, Moravec strzelił sobie w skroń z pistoletu, który schował w kieszeni płaszcza. W związku ze śmiercią ministra, niemiecka eskorta skierowała się wprost do dowództwa Policji w dzielnicy Bubeneč, gdzie jego zwłoki owinięto w płaszcz i zakopano w tamtejszym ogrodzie. Wkrótce potem jego ciało ekshumowano.
Był odznaczony m.in. Tarczą Honorową Protektoratu Czech i Moraw z Orłem Świętego Wacława.

## Życie prywatne
Miał trzech synów:
- Igor (ur. 1920, zm. 1947) – oficer Waffen-SS, podczas działań wojennych został odznaczony Krzyżem Żelaznym I klasy. W marcu 1945 roku dostał się do niewoli radzieckiej[9]. Uciekł z niewoli i po wojnie przedostał się do Czechosłowacji, gdzie pracował jako robotnik rolny. W maju 1946 roku został zdemaskowany i podczas próby aresztowania zastrzelił policjanta i ciężko ranił drugiego. W 1947 roku został skazany na śmierć i powieszony[14].
- Jurij (ur. 1923, zm. 1964) – malarz, pełnił służbę w jednej z kompanii propagandowych Wehrmachtu[15]. W listopadzie 1944 roku zdezerterował i zgłosił się do służby w Polskich Siłach Zbrojnych, jednak po dwóch miesiącach służby został odesłany do obozu jenieckiego[9]. Po wojnie został przekazany Czechosłowacji i spędził w więzieniu 7 lat, następnie wyemigrował[14].
- Pavel (ur. 1932, zm. 1944) – członek Hitlerjugend, zginął w 1944 roku podczas bombardowania Salzburga[9].

## Moravec w filmie
W 1997 powstał film dokumentalny pt. Až na dno zrady – Emanuel Moravec w reżyserii Karela Fuksy, przedstawiający życie i działalność Moravca. W 2020 roku miała miejsce premiera filmu Anatomie zrady, przedstawiającego życie i działalność Moravca, w jego postać wcielił się aktor Marián Labuda.
W 2013 roku w drugim odcinku serialu telewizyjnego České století w postać Moravca wcielił się muzyk i aktor Daniel Landa.